# تاکومو فوجینوما
تاکومو فوجینوما (انگلیسی: Takumu Fujinuma؛ زادهٔ ۱۴ ژوئن ۱۹۹۷) بازیکن فوتبال اهل ژاپن است.